# ろびこ
ろびこ（10月8日 - ）は、日本の漫画家。鹿児島県出身。血液型はA型。代表作は『となりの怪物くん』、『僕と君の大切な話』。

## 略歴
- 専門学校卒業後、友人の勧めで出版社への持ち込みを始める。それまで絵は好きだったが、漫画を描き上げたことはなかったという[5]。
- 2005年 - 『THEデザート』5月号（講談社）にて「デメキンイック。」でデビュー。
- 2008年 - 2013年まで『デザート』（講談社）にて『となりの怪物くん』を連載。同作は400万部を超えるヒット作となり、アニメ化もされた。
- 2020年 - 5月12日、『僕と君の大切な話』で第44回講談社漫画賞少女部門を受賞した[2][3]。
- 2021年 - 7月9日、第44回講談社漫画賞の贈呈式が行われた[4]。

## 作品リスト

### 書籍
特記する作品以外全て講談社、KCデザートから刊行されている。
- 彼女がいなくなった（2006年9月13日発売[6]、ISBN 4-06-365410-9）
  - 彼女がいなくなった（『』）
  - カラクリ演劇堂（『』、『デザート』2018年6月号別冊ふろく『となりの怪物くん SPECIAL』）
  - ラプンツェル（『』）
  - はつこいてんとうむし（『』）
  - なりきりごっこ。（『』）
  - デメキンイック。（『THEデザート』2005年5月号、デビュー作）
- ボーイ×ミーツ×ガール（2007年4月13日発売[7]、ISBN 978-4-06-365448-6）
  - ボーイ×ミーツ×ガール（『』）
  - マサムネくんのススメ（『』）
  - にじいろハウス（『』）
  - キラキラの星。（『』）
- ひみこい（2008年、全2巻）
  1. 2008年5月13日発売[8]、『デザート』2008年2月号 - 4月号、ISBN 978-4-06-365502-5
    - 先輩の彼女（『THEデザート』2007年5月号）

  2. 2008年9月12日発売[9]、『デザート』2008年7月号 - 8月号、ISBN 978-4-06-365521-6
    - ふたりのカクレガ（『』）
- となりの怪物くん（2008年 - 2013年、単行本全13巻、愛蔵版全7巻）
- 僕と君の大切な話 （2015年 - 2020年、全7巻）

#### 単行本未収録作品
- スキップ!山田くん[10][11]（原作：大場つぐみ、集英社、『週刊ヤングジャンプ』2014年23号）
- Wash me Hug me![12]（『デザート』2020年11月号）
- 夕闇とかたわれ（『週刊ヤングマガジン』2025年38号[13]）

### その他
- 私がモテないのはどう考えてもお前らが悪い!（テレビアニメ第12話エンドカードイラスト）
- ニセコイ（テレビアニメ第7話提供バックイラスト）
- 山田くんと7人の魔女（テレビアニメ第9話エンドカードイラスト）
- バクテン!!（キャラクターデザイン原案）[14]